# Albert Goldberg
Pour les articles homonymes, voir Goldberg.
Albert Goldberg est un acteur et un cascadeur français.

## Filmographie
- 2025 : Certains l'aiment chauve de Camille Delamarre : Patrick
- 2023 : Maman a disparu de François Basset : Antonio Gomez
- 2021 : César Wagner, épisode Un doigt de mystère : Lehmann
- 2021 : Meurtres à Blois de Elsa Bennett et Hippolyte Dard : Jean-Yves Bellion
- 2021 : Le Somnambuliste (web-série) de Jérémy Strohm
- 2016 : Harcelée (téléfilm) de Virginie Wagon
- 2015 : En équilibre : le régleur de cascades
- 2014 : Mon amie Victoria : l'homme de la bagarre
- 2014 : Plus belle la vie (série télévisée) - saison 10 : Mathieu
- 2013 : Julie Lescaut (série télévisée) - saison 22, épisode 2 : L'ami perdu de René Manzor : garde du corps
- 2013 : Un beau dimanche : l'homme de la fête foraine
- 2013 : Les Petits Joueurs
- 2012 : Au nom du fils : le Puissant
- 2011 : Légitime Défense : Pascal Fiony
- 2009 : Le Siffleur : Riina
- 2009 : Le Premier Cercle : Bedik
- 2009 : Le Thaï cellophané : le gardien de parking
- 2008 : L'Ennemi public n°1 : le chauffeur de Saviem
- 2007 : Le Deuxième Souffle (non-crédité)
- 2007 : L'Île aux trésors : le pirate 2
- 2006 : Ne le dis à personne : Bartola
- 2005 : Il ne faut jurer de rien ! : l'homme du boulevard 2
- 2003 : Dédales : l'infirmier 1
- 2003 : Tristan : le mac bulgare
- 2002 : Blanche : l'homme 1
- 2002 : Fais-moi des vacances : le vigile
- 2001 : La Jeunesse des trois mousquetaires : Peffaud
- 2001 : À ma sœur ! : le tueur
- 2000 : Total western : Vladimir
- 2000 : Vatel : le travailleur Leviathan
- 1998 : Place Vendôme : le joueur de poker
- 1994 : La Fille de d'Artagnan : l'associé
- 1994 : Grosse Fatigue : le videur de chez Régine
- 1994 : André Baston contre le professeur Diziak
- 1990 : Présumé dangereux